# Boris Godunov
Boris Godunov ( 1552. – 13. travnja 1605. ) je bio regent Rusije 1584. – 1598., veliki knez Moskve i car Rusije od 1598.

## Put na vlast
Boris Godunov potječe iz obitelji tatarskih korijena koja se s područja Zlatne Horde doselila na područje Rusije tijekom XIV. stoljeća. Svoju mladost proživljava tipičnim životom tadašnjih običnih ruskih stanovnika. Očeva smrt krajem 1560-ih godina stvara potrebu budućem caru da nađe svoje zanimanje. Njegov izbor tada pada na posao opričnika u tada omraženim specijalnim odredima cara Ivan IV. Grozni. Njegova karijera dobiva naglo ubrzanje kad se 1571. godine ženi za kćer Skuratova koji obnaša dužnost zapovjednika opričnine. Smrt zaštitnika u ratu s Litvom 1573. godine i ukidanje opričnine nije uspjelo spriječiti napredak karijere tada već očito pragmatičnog Borisa Godunova. Tijekom tih sedamdesetih godina ovaj uspješni političar polagano, ali sigurno napreduje od časnika opričnine do savjetnika cara Ivana IV. Groznog. Taj njegov uzvišeni status je potvrđen 1580. godine kad se svi pripadnici obitelji Godunov pozivaju na vjenčanje cara s Marijom Nagajom. Te godine ujedno Boris Godunov i car Ivan Grozni zaključuju vjenčanje između Borisove kćeri i Ivanovog maloumnog sina Fjodora I. Važnost Godunova za cara Ivan IV. Grozni ubrzo nakon tih događaja pada, samo da bi se ona vratila u posljednjoj godini njegova života. U tim posljednjim mjesecima car drži Borisa blizu sebe, ali s druge strane počinje raditi na rastavi princa Fjodora I. i Irene Godunov jer ovi nemaju djece. Taj projekt na kraju propada carevom smrću od posljedica trovanja. Nalazeći se pored samrtne postelje Ivana Groznog Boris Godunov uspijeva dobiti dužnost regenta s Nikitom Romanovičem, ujakom novog cara. Njegovom smrću 1587. godine sva vlast neupitno pada u ruke Borisa Godunova.

## Regent
Smrću staroga cara ništa se značajnije u ruskoj politici nije promijenilo. Potrebu za rastavu novoga cara Fjodora I. od Godunove kćerke uvidjeli su Crkva i bojari pa je u tome smislu organizirana neuspjela zavjera. Njegova potom pobjeda protiv Tatarske pljačkaške horde 1590. godine donosi mu napokon popularnost koja odmah propada sljedeće godine, kad umire "nesretnim" slučajem carev brat i prestolonasljednik Dimitrije. Krivica za tu smrt opravdano ili ne pada na dušu Borisa Godunova čiji je zadatak, s regentstvom,  bila zaštita djece starog cara. U tom trenutku on gubi svoj legitimitet na gotovo cijelom državnom teritoriju. Niti teritorijalno širenje na račun Švedske niti gradnja novih gradova Caricina, Samare, Saratova i Voroneža tu činjenicu nije moglo promijeniti. Smrt jedine kćeri Fjodora I. tu je mržnju dodatno uvećalo bez obzira na to što je ona bila i Borisova unuka.

## Car
Smrt cara 7. siječnja 1598. godine otvorila je put do krune dotadašnjeg regenta, ali znajući svoj nelegimitet on to u prvi trenutak odbija tražeći potvrdu od parlamenta. Kad su ga uplašeni zastupnici jednoglasno potvrdili za cara 21. veljače 1598., on je titulu napokon prihvatio bez obzira na to što su pripadnici bojarske dinastije Šujski imali na nju prava kao najbliži rođaci pokojnog vladara ili možda čak Marija od Stavrise, kćer brata Ivana Groznog.
Bez obzira na ta legalnija prava na carsko dostojanstvo car je sada bio Boris Godunov. On tada samo nastavlja politiku iz regentstva svojim pokušajima jačanja Rusije i traženja izlaska na Baltičko more. Bez obzira na velik broj tako poduzetih mjera za dobrobit države on niti tada nije bio prihvaćen. Odgovori na sumnje ili čak i zavjere bojara postaju oni isti iz početka njegove karijere. Boris Godunov tada postupa ponovno kao "Opričnik" koji pogubljuje ili tjera u samostan svoje neprijatelje.

## Pobuna
Te mjere na kraju su izazvale općenarodno vrijenje koje samo čeka svoga vođu. On se tada pojavljuje u liku osobe koja se predstavlja kao princ Dimitrije koji je uspio preživjeti atentat iz 1591. godine. Njegov poziv na bunu s podrškom Poljske i Litve rezultira stvaranjem pobunjeničke vojske koja počinje rat u lipnju 1604. godine. Pobunjenici najprije pobjeđuju Borisove trupe i osvajaju Černigov i Kursk. U drugoj bitci sljedeće godine lojalisti su pobijedili dovodeći do općeg rasula u pobunjeničkim redovima. Iznenadna prirodna ili ne smrt Borisa Godunova 13. travnja 1605. godine tu situaciju naglo mijenja.
U Moskvi Boris Godunova naslijedit će njegov sin Fjodor II.
| Prethodnik Fjodor I. | car Rusije | Nasljednik Fjodor II. |